# Luna nera (film)
Luna nera (Black Moon) è un film del 1975 diretto da Louis Malle, che lo co-scrisse con Joyce Buñuel e Ghislain Uhry.
Fu la prima pellicola in lingua inglese del regista, che però la girò in Occitania grazie alla produzione congiunta di Francia, Germania Occidentale e Italia e con un cast comprendente Cathryn Harrison, Joe Dallesandro, Therese Giehse e Alexandra Stewart. La storia è incentrata sul tentativo da parte di una ragazzina di sfuggire ad un enorme conflitto armato tra maschi e femmine, giungendo in una remota fattoria e diventando parte dello strano stile di vita, piuttosto bizzarro e soprannaturale, della famiglia che vi abita.
L'opera venne concepita come un tentativo di creare una narrazione fortemente ancorata alla sequenzialità irrazionale dei sogni, fortemente ispirata anche da Alice nel paese delle meraviglie di Lewis Carroll: il risultato fu una storia sperimentale con caratteri del cinema horror, fantasy e fantascientifico. Uscì nelle sale francesi il 24 settembre 1975 e venne presentata al New York Film Festival il 30 settembre. Si rivelò un grande insuccesso di pubblico e di critica e il critico Philip French la definì «un ambizioso disastro». Ciononostante vinse due Premi César nel 1976, per la miglior fotografia e il miglior sonoro.

## Trama
In un imprecisato futuro, la Terra è sconvolta da una gigantesca e distruttiva guerra combattuta tra i due sessi dell'homo sapiens: uomini e donne si scontrano attraverso continue offensive militari che sconvolgono Paesi e città. Lily, una ragazzina di circa quindici anni, decide di fuggire dai bombardamenti e dalle devastazioni, scappando in campagna a bordo di una piccola automobile. Giunge presso un casolare immerso nella campagna, presso cui vivono un'anziana signora costretta a letto e due gemelli.

## Produzione

### Soggetto e sceneggiatura

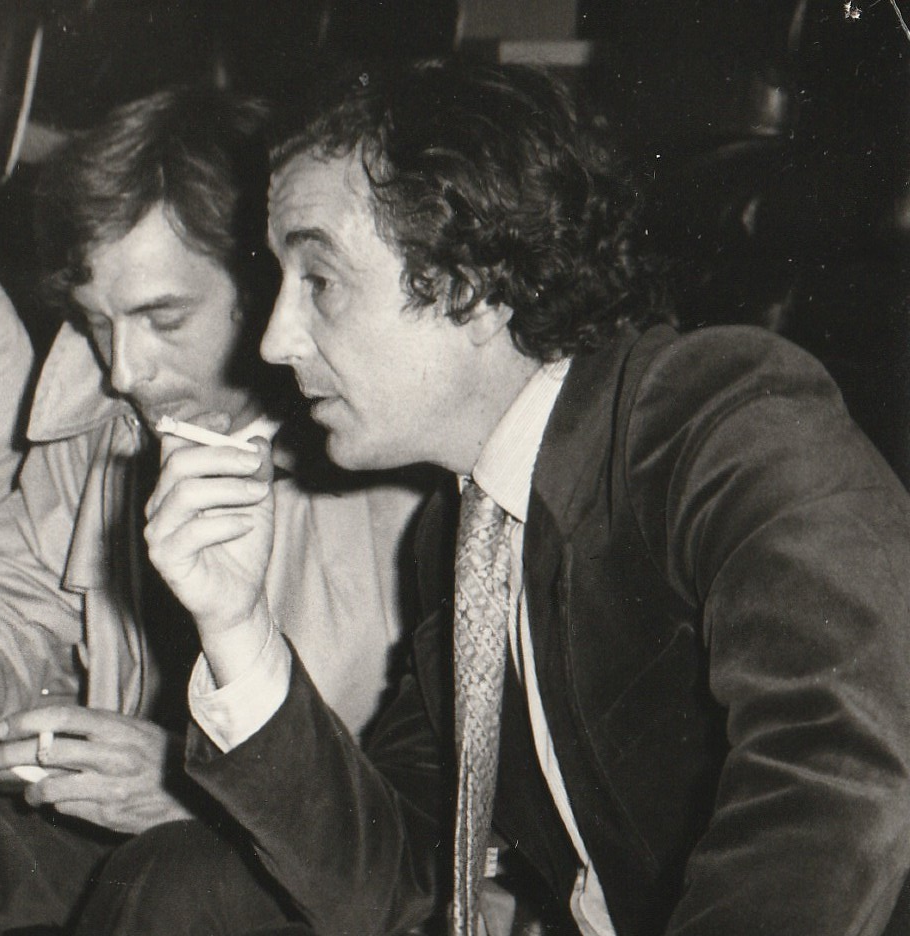
«[Luna nera è] una fiaba mitologica ambientata nel prossimo futuro»
—Louis Malle

Louis Malle raccontò che l'idea per Luna nera gli venne subito dopo aver completato il precedente Lacombe Lucien del 1974, guardando alla tenuta circostante la sua dimora padronale; come riferì a David Bartholomew di Cinefantastique: 
Egli soprattutto si ispirò a dei sogni che aveva avuto, sebbene poi nella stesura della sceneggiatura fu importante l'influsso anche di Alice nel paese delle meraviglie di Lewis Carroll, per il quale provava da sempre una grande ammirazione. Lo considerò dunque, sebbene «[o]paco, a volte goffo», «il più intimo dei miei film. Lo vedo come uno strano viaggio ai limiti del medium, o forse ai miei limiti».
Malle aveva già realizzato una pellicola in cui erano presenti alcune sequenze grottesche, Zazie nel metrò del 1960, ma per Luna nera egli scelse di elaborare in maniera più profonda la componente surrealista, portandola ad un «alto livello di coscienza, persino di autocoscienza». L'obiettivo che si prefissò fu quello di sviluppare ed esplorare un mondo diverso, in cui tutto è possibile e «dove il tradizionale sistema di valori - psicologici, logici, morali - è semplicemente irrilevante». Volendo imitare il movimento cinematografico avanguardista di Luis Buñuel, si fece aiutare in fase di scrittura dalla nuora di questi, Joyce, e dallo scenografo Ghislain Uhry, tentando «l'equivalente della pratica surrealista della scrittura automatica» ed evitando «la logica narrativa, sostenendo che "ogni volta che appariva qualcosa che sembrava una trama, la cancellavo"». Il regista spese circa quattro mesi a rendere le varie suggestioni oniriche una sceneggiatura completamente strutturata, scrivendo svariate bozze nelle quali arrangiava «le stesse cose in differenti organizzazioni».

### Riprese e fotografia

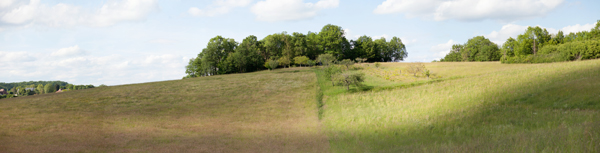
Una valle nel Quercy

Come direttore della fotografia Malle ingaggiò lo svedese Sven Nykvist, abituale collaboratore di Ingmar Bergman, col quale decise, «per accentuarne le valenze oniriche, costruendo un sogno in cui sembra tutto molto reale», di girare le scene in esterna o al tramonto, o all'alba oppure in condizioni atmosferiche durante le quali non ci sarebbe stata luce solare diretta. Durante il giorno invece realizzarono le sequenze in interni. Delle riprese, il regista raccontò:
E per quanto l'improvvisazione non venne contemplata per via delle difficoltà realizzative del lungometraggio, nel libro di interviste Malle on Malle, l'autore ammise che alcune scene vennero coordinate e sviluppate direttamente sul set, non essendo la sceneggiatura ancora pienamente sviluppata, tanto che «non era nemmeno sicuro di come affrontare la produzione in molte mattine».
Le riprese ebbero luogo nella casa padronale settecentesca di Malle e nella tenuta circostante di 225-acro (0,91 km²), nella lussureggiante e selvaggia valle della Dordogna nella provincia di Quercy, vicino a Cahors, chiamata "Le Coual" o "Il richiamo del corvo", lo stesso luogo dove erano state ambientate le parti del bivacco della Seconda guerra mondiale del precedente Cognome e nome: Lacombe Lucien. I finanziamenti provennero dalla francese Nouvelles Editions de Films e dalla tedesca Bioskop Film, con la partecipazione anche della Vides Cinematografica di Franco Cristaldi.

### Casting

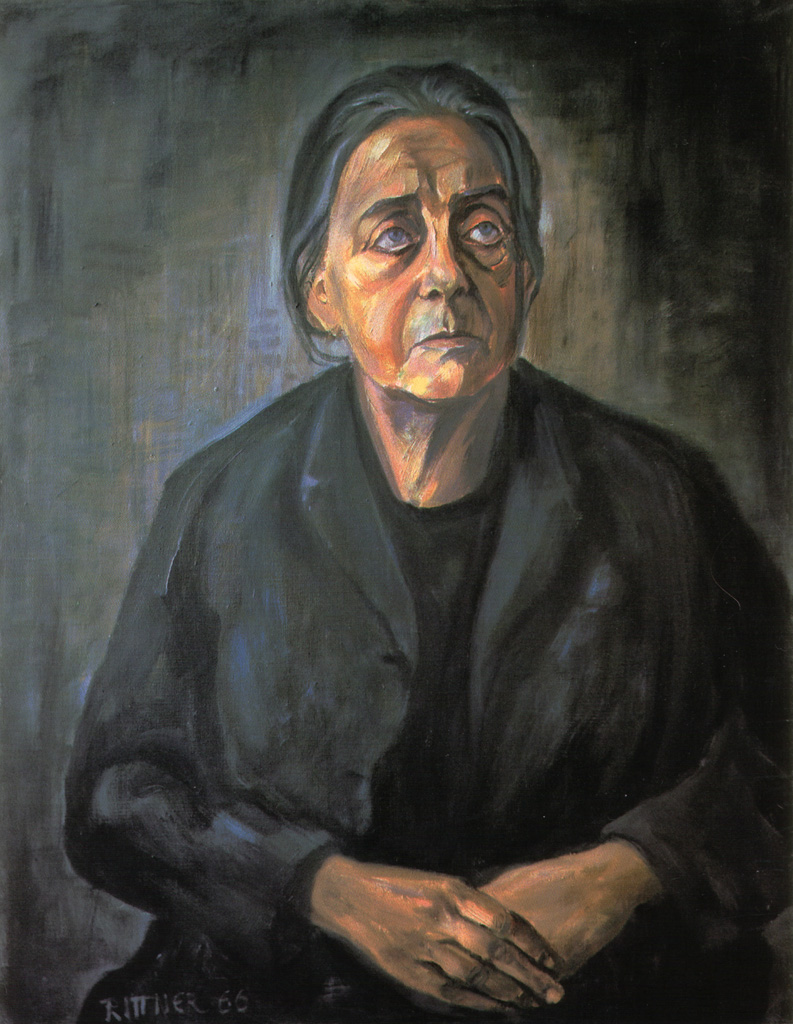
Therese Giehse in un ritratto del 1966

Cathryn Harrison, nipote di Rex Harrison, venne notata da Malle in una rappresentazione televisiva della BBC e la scelse immediatamente per interpretare la quindicenne Lily, senza fare ulteriore prove di casting, al contrario del precedente Cognome e nome: Lacombe Lucien, in cui esaminarono «centinaia di ragazzi». Per la Harrison fu il suo primo ruolo da protagonista, dopo essere comparsa in parti marginali nel 1972 in Images di Robert Altman e Il pifferaio di Hamelin di Jacques Demy.
Therese Giehse, che interpreta l'anziana signora, fu la prima attrice ad essere ingaggiata per Luna nera. Nota soprattutto nel teatro e amica di Bertolt Brecht, aveva già ricoperto un ruolo in Cognome e nome: Lacombe Lucien e Malle l'aveva richiamata, sia per il desiderio di continuare a lavorare con lei e sia perché ella era stata la protagonista della prime delle «visioni» che lo ispirarono per la trama:
Luna nera venne dedicato a lei, in quanto morì a Monaco il 3 marzo 1975, circa cinque mesi prima della presentazione del film a New York.

Per i fratelli Lily vennero presi Alexandra Stewart e Joe Dallesandro; quest'ultimo fu l'ultima scelta del regista, che lo scelse solo dopo averlo visto nel progetto cinematografico di Andy Warhol Dracula cerca sangue di vergine... e morì di sete!!!, diretto da Paul Morrissey e Antonio Margheriti del 1967. In merito alla grande somiglianza fisica e al fatto che entrambi ricoprono un ruolo dello stesso nome, Malle disse: 

## Colonna sonora
La colonna sonora venne affidata a Diego Masson, alla sua seconda collaborazione con Malle dopo il mediometraggio William Wilson, episodio centrale del film collettivo Tre passi nel delirio (1967); per essa egli si limitò ad adattare le musiche del duetto d'amore del secondo atto dell'opera di Richard Wagner Tristan und Isolde e due tradizionali canzoni per bambini, cantate dalla Harrison: Willy Boy, Willy Boy, Where Are You Going? e Hey, Ho, Nobody Home? Nella maggior parte del lungometraggio infatti furono impiegati come accompagnamento sonoro prevalentemente rumori ambientali.

## Distribuzione

### Data di uscita
Le date di uscita cinematografiche internazionali furono:
- 24 settembre 1975 in Francia (Black Moon)[31]
- 26 ottobre 1975 negli Stati Uniti d'America (Black Moon)[N 3]
- 12 febbraio 1976 in Germania Ovest (Black Moon)
- 19 marzo 1976 in Italia[32]
- 26 luglio 1976 in Svezia (Svart måne)[33]
- 20 agosto 1976 in Finlandia (Musta kuu)[34]
- 15 novembre 1990 in Giappone (ブラック・ムーン)[35]
- 22 luglio 2005 in Brasile (Lua Negra e O Unicórnio)[36][37]

Inoltre, il film è conosciuto in altre lingue come Fekete Hold (ungherese), Czarny księżyc (polacco), Svart måne (svedese).
In Francia la distribuzione venne curata da Cinema International Corporation, negli Stati Uniti d'America e in Italia dalla 20th Century Fox, mentre nella Germania dell'Ovest da Filmverlag der Autoren.

### Divieti
Le commissioni di censura di alcuni Paesi stabilirono alcune limitazioni per la visione della pellicola:
- Australia: M (anche DVD rating)
- Brasile: 16
- Finlandia: K-18
- Germania Ovest: 16 (bw)
- Italia: VM14
- Norvegia: 15 (valutazione consigliata)
- Nuova Zelanda: R18
- Regno Unito: 12 (video rating)
- Stati Uniti d'America: R (#24455)[5]
- Svezia: 15

### Edizioni home video
Luna nera venne inserito nel cofanetto Louis Malle Collection - Volume 2, edito da Optimum Releasing il 31 luglio 2006 e contenente altri quattro film del regista: Soffio al cuore (1971), Lacombe Lucien (1974), Arrivederci ragazzi (1987) e Milou a maggio (1990).
Nello stesso anno la Avalon Productions curò la distribuzione in home video del film in Spagna, che venne re-intitolato El unicornio, in una confezione contenente anche il documentario Calcutta.
Il 30 agosto arrivò anche in Italia, restaurato in lingua inglese con sottotitoli, per Dolmen Home Video di CG Entertainment. L'Arthaus distribuì il 22 agosto 2008 il lungometraggio in Germania con il doppiaggio in lingua tedesca e in lingua originale sottotitolata. La Criterion Collecton lo distribuì nel giugno 2011 restaurato digitalmente in DVD e Blu-Ray con una diversa copertina ad opera di Yann Legendre: oltre al film, disponibile sia in lingua francese che in inglese, sono presenti una videointervista di Louis Malle, una galleria fotografica del dietro le quinte, il trailer originale, la versione francese della colonna sonora e un libretto con un commento della studiosa cinematografica Ginette Vincendeau.

## Accoglienza
Luna nera venne accolto in maniera contrastante dai critici cinematografici, lamentandone in particolar modo la natura sperimentale ed enigmatica. Infatti il sito aggregatore Rotten Tomatoes indica che il 50% delle 10 recensioni ricevute sono positive, con un voto medio di 5,44/10.

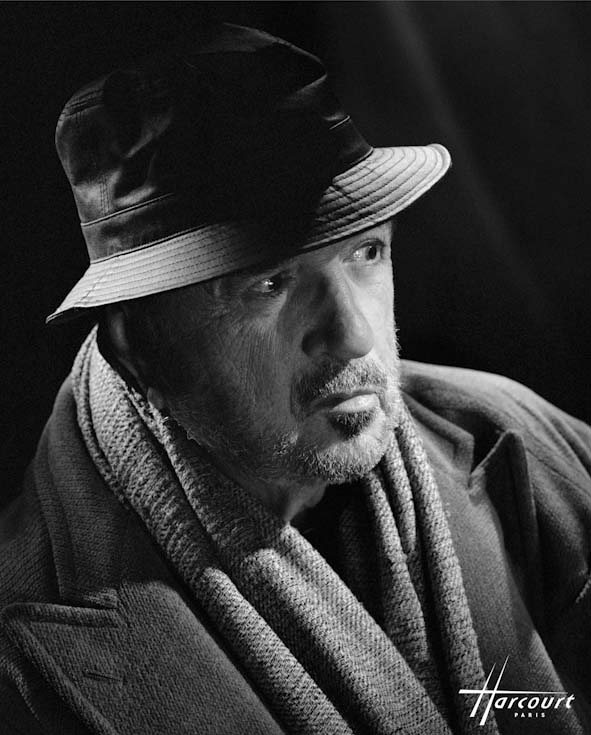
Jean-Claude Carrière fu un estimatore di Luna nera, del quale disse: «Da guardare irrazionalmente come un mito, abbandonandosi all'istinto.»

Tra chi apprezzò il film, ci fu Vincent Canby del The New York Times, che ne lodò la fotografia, le interpretazioni e le immagini e lo definì, con un voto di tre stelle su cinque, «sconcertante e bello e occasionalmente molto divertente». Anche Tom Mllne di Time Out lo giudicò complessivamente bene, scrivendo che «Malle non offre alcuna spiegazione per l'odissea visionaria della sua eroina attraverso un mondo in cui tutta la storia corre parallela a tutte le realtà. Eppure c'è una logica, anche se il suo punto di riferimento è il jabberwocky». Dennis Schwartz di Ozus' World Movie Reviews assegnò alla pellicola A-, giudicandola «un film fantasy surrealista a la Alice nel paese delle meraviglie isterico ma coinvolgente», del quale trovò motivo di plauso sia nella fotografia che nelle tematiche trattate. Un recensore di TV Guide gli diede due stelle su quattro, comunque trovandolo «un lungometraggio inquietante e disturbante che è per metà fantasia e per metà realtà, ma non siamo mai certi quale [delle due] sia». Nel volume 81 di Segnalazioni cinematografiche venne scritto che «il film ha, dei sogni, tutta la illogicità, ma anche tutta la ricchezza fantastica. Se non pretenda di trovarvi un senso, perciò, lo spettatore ne apprezzerà il pullulare di invenzioni; la suggestiva fotografia; il suo riandare, con Alice, nel regno dell'assurdo». Joseph Jon Lanthier di Slant Magazine, con una valutazione di tre stelline su cinque, scrisse: «Succhiando come fa dalla tettarella in erba della sessualità preadolescente, non sorprende che Black Moon sia un po' malnutrito».
Lo storico del cinema tedesco Ulrich Gregor, nel suo saggio Geschichte des Films ab 1960, non giudicò bene l'opera, scrivendo:
Anche Paolo Mereghetti, nel suo Dizionario dei film, la descrisse come una «fantasia surreale che sembra nutrita, più che altro, di psicologia freudiana e junghiana. Curiosità non del tutto riuscita». Bruno Lattanzi e Fabio De Angelis di Fantafilm dissero: «Quasi ignorato dal pubblico e poco studiato dai critici, il film è un'amara e personalissima allegoria sul significato dell'"esserci", che sacrifica la struttura narrativa per valorizzare il segno fantastico e surreale dell'immagine, volutamente enigmatica, sfuggente come un sogno.» Piero Scaruffi, con un voto di 6,8 su 10, lo definì «una favola psicanalitica quasi senza dialogo».

### Influenza culturale
L'artista statunitense Amie Siegel realizzò nel 2010 un libero remake in tre parti di Black Moon: la prima, dal titolo omonimo, è un cortometraggio di 20 minuti, «una fantascienza dell'oggi senza dialogo» in cui un gruppo rivoluzionarie armate si difende da un nemico sconosciuto; la seconda, Black Moon / Hole Punches, è costituita da una serie di negativi in cui sono presenti i tondi neri usati come segni nelle pellicole; la terza, Black Moon / Mirrored Malle, è «un'installazione video a 2 canali che colloca un'intervista originale del 1975 con Louis Malle sul suo film Black Moon contro una versione shot-for-shot in cui l'artista stessa interpreta Malle.»

## Riconoscimenti
- 1976 - Premi César[54]
  - Miglior fotografia a Sven Nykvist
  - Miglior sonoro a Nara Kollery e Luc Perini